# Johan Filips van Saksen-Altenburg
Johan Filips van Saksen-Altenburg (Torgau, 25 januari 1597 - Altenburg, 1 april 1639) was van 1609 tot aan zijn dood de eerste hertog van Saksen-Altenburg. Hij behoorde tot de Ernestijnse linie van het huis Wettin.

## Levensloop
Johan Filips was de oudste zoon van hertog Frederik Willem I van Saksen-Weimar en diens tweede echtgenote Anna Maria, dochter van vorst Filips Lodewijk van Palts-Neuburg.
Na de dood van zijn vader in 1602 erfden Johan Filips en zijn jongere broers Frederik en Johan Willem en Frederik Willem II het hertogdom Saksen-Altenburg. Wegens hun minderjarigheid werden de broers onder het regentschap geplaatst van keurvorst Christiaan II van Saksen en hun oom Johan III van Saksen-Weimar. Na het overlijden van Johan III in 1605 was enkel keurvorst Christiaan II van Saksen regent van de broers, die na zijn dood in 1611 als regent werd opgevolgd door zijn broer Johan George I. 
Na de Gulik-Kleefse Successieoorlog lieten Johan Filips en zijn broers zich eveneens hertogen van Gulik-Kleef-Berg noemen, zij het enkel titelvoerend. In 1612 gingen de vier broers studeren aan de Universiteit van Leipzig. In 1618 nam Johan Filips de regering van Saksen-Altenburg over. Zijn broers hield hij weg uit de regering door hen lijfgedingen toe te wijzen.
Sinds de verdeling van hun gezamenlijke bezit was er een dispuut tussen de hertogdommen Saksen-Altenburg en Saksen-Weimar, voornamelijk om hun aandeel in het graafschap Henneberg, het gerechts- en beschermingsgeld van Erfurt, het bezit over de Universiteit van Jena en het munthuis in Saalfeld en wie de voorgang had om de gebieden van de Albertijnse linie van het huis Wettin te erven in het geval van uitsterving. Ondanks bemiddeling door de keizer zou deze strijd duren tot in 1672, toen de linie Saksen-Altenburg uitstierf.
In 1621 verwierf Johan Filips de heerlijkheid Gräfenthal, waar hij een verbeterde landsorde liet uitvaardigen en een gedrukte belastingcode voor ambachtslieden invoerde. Hij kon zijn gebieden verder uitbreiden na het uitsterven van de graven van Gleichen in 1631. Zijn land had onder de Dertigjarige Oorlog zwaar te lijden. Het bevolkingsaantal daalde sterk en in 1632 werd de stad door Albrecht von Wallenstein gebrandschat.  
Onder de naam de Heerlijkste was hij ook lid van het Vruchtdragende Gezelschap. In april 1639 stierf hij op 42-jarige leeftijd, waarna hij bijgezet werd in de Broederkerk van Altenburg. Omdat hij geen mannelijke nakomelingen had, werd hij als hertog van Saksen-Altenburg opgevolgd door zijn jongere broer Frederik Willem II. 

## Huwelijk en nakomelingen
Op 25 oktober 1618 huwde hij met Elisabeth (1593-1650), dochter van hertog Hendrik Julius van Brunswijk-Wolfenbüttel. Ze kregen een dochter:
- Elisabeth Sophia (1619-1680), huwde in 1636 met hertog Ernst I van Saksen-Gotha.